# 親衛隊第23師 (荷蘭)
親衛隊第23「尼德蘭」志願裝甲擲彈兵師（荷蘭第1師）（德語：23. SS-Freiwilligen-Panzergrenadier-Division „Nederland“ (niederländische Nr. 1)）是納粹德國武裝親衛隊的一個步兵師，由荷蘭志願者組成，多來自先前被親衛隊解散的「尼德蘭軍團」。該師參與了列寧格勒圍城期間的後方反游擊活動，1943年9月調往南斯拉夫作戰，最終大多兵員於哈爾貝戰役中陣亡，殘部併入親衛隊第15武裝擲彈兵師。戰後末任師長尤爾根·瓦格納因戰爭罪而被南斯拉夫軍事法庭判處死刑，於1947年處決。